# 余敬 (弘治進士)
余敬（1455年—？），字行簡，廣東廣州府新會縣人，民籍，明朝政治人物。

## 生平
成化二十二年（1486年）丙午科廣東鄉試第四名舉人。弘治三年（1490年）中式庚戌科會試第六十二名，三甲第一百三十八名進士。五年授溆浦縣知縣，辭官歸鄉，奉養雙親。四年後赴京，十四年（1501年）選授南京浙江道監察御史，奉敕清理直隸戎伍。正德二年（1507年）丁母憂，

## 家族
曾祖余妙成；祖父余琳，遇例冠帶；父余肄，字習之，成化乙酉貢士，己丑會試乙榜，官莆田縣學教諭。母謝氏（1432年-1507年）。具庆下。弟余章。叔父余统，成化进士。